# Districte de Bytča
El districte de Bytča - (eslovac) Okres Bytča - és un dels 79 districtes d'Eslovàquia. Es troba a la regió de Žilina. Té una superfície de 281,64 km², i el 2013 tenia 30.672 habitants. La capital és Bytča.

## Demografia
| Godina             | 1994   | 2004   | 2014   | 2024   |
| ------------------ | ------ | ------ | ------ | ------ |
| Nombre de persones | 30.159 | 30.879 | 30.682 | 31.444 |
| Diferència         |        | +2,38% | −0,63% | +2,48% |

| Godina             | 2023   | 2024   |
| ------------------ | ------ | ------ |
| Nombre de persones | 31.308 | 31.444 |
| Diferència         |        | +0,43% |

## Llista de municipis

### Ciutats
- Bytča

### Pobles
Hlboké nad Váhom | Hvozdnica | Jablonové | Kolárovice | Kotešová | Maršová-Rašov | Petrovice | Predmier | Súľov-Hradná | Štiavnik | Veľké Rovné
1. 1 2  «Počet obyvateľov podľa pohlavia - obce (ročne) [om7102rr_obce=AREAS_SK]».   Statistical Office of the Slovak Republic, 31-03-2025. [Consulta: 31 març 2025].